# New York–London–Paris–Munich
Albums
The Official Secrets Act (en)
(1980)
New York – Londres – Paris – Munich (stylé New York · Londres · Paris · Munich ) est le premier album de M, sorti en 1979, le titre étant tiré d'une ligne du couplet du single à succès de mars 1979 Pop Muzik, dont une version étendue est présentée sur l'album.

## Liste des morceaux

### Original 12" LP
Face A
1. Pop Muzik – 5:00
2. Woman Make Man – 2:18
3. Moderne Man/Satisfy Your Lust – 6:32
4. Made in Munich – 5:36

Face B
1. Moonlight and Muzak – 5:36
2. That's the Way the Money Goes – 4:27
3. Cowboys and Indians – 3:54
4. Unite Your Nation – 5:44

### Réalisation de 1997
Liste des titres pour la réédition 1997 de l'album au Royaume-Uni par Westside Records, qui comprenait 11 titres bonus. Le morceau Pop Muzik a été orthographié Popmuzik.
1. Popmuzik (Nik Launay '79 12" Mix) – 4:56
2. Woman Make Man – 2:18
3. Moderne Man/Satisfy Your Lust – 6:32
4. Made in Munich – 5:36
5. Moonlight and Muzak – 5:36
6. That's the Way the Money Goes' – 4:27
7. Cowboys and Indians – 3:54
8. Unite Your Nation – 5:44

Bonus
1. Fanfare – 0:08
2. Cry Myself to Sleep – 2:59
3. Cowboys and Indians (Dead or a 'Live' Mix) – 3:11
4. Cowboys and Indians (Featuring James Stewart) – 3:40
5. Satisfy Your Love (Single Version) – 3:12
6. Modern Man (Single Version) – 3:31
7. M Factor (Single Version) – 2:26
8. M Factor (U.S. Single Version) – 2:29
9. Moonlight and Muzak ('92 Remix) – 4:43
10. Popmuzik (Hip–Hop–Pop Muzik) – 3:10
11. Popmuzik (Latino Cappuccino) – 1:56
12. Popmuzik ('89 Reshuffle) – 3:53
13. Finale – 0:14

### Réalisation de 2002
Voici la liste des morceaux pour la réédition 2002 de l'album aux États-Unis de Razor & Tie, qui comportait cinq morceaux bonus et a été rebaptisé Pop Music.
1. Pop Muzik – 4:56
2. Woman Make Man – 2:18
3. Moderne Man/Satisfy Your Lust – 6:32
4. Made in Munich – 5:36
5. Moonlight and Muzak – 5:36
6. That's the Way the Money Goes – 4:27
7. Cowboys and Indians – 3:54
8. Unite Your Nation – 5:44

Bonus
1. M Factor – 2:26
2. Pop Muzik (Hip-Hop-Pop Muzik) – 3:10
3. Cowboys and Indians (Dead or a 'Live' Mix) – 3:11
4. Moonlight and Muzak ('92 Remix) – 4:43
5. Pop Muzik ('89 Reshuffle) – 3:53

## Personnel
- Robin Scott - chant principal, synthétiseur Roland Jupiter, guitare, producteur
- Brigit Novik - chœurs
- Wally Badarou - claviers, synthétiseurs
- Julian Scott - basse
- Phil Gould - batterie, percussions
- Gary Barnacle - saxophone, flûte
- David Bowie - applaudissements

## Production
- Arrangé et produit par Robin Scott
- Enregistré et mixé par Rafe McKenna et Tim Hunt
- Tous les titres publiés par Platinum Productions International, à l'exception des pistes 1 et 3 (Pop Muzik Ltd.) [4]